# Polônia nos Jogos Olímpicos de Verão de 1952
A  Polônia competiu nos Jogos Olímpicos de Verão de 1952, em Helsinki, na Finlândia.